# Пожежа (повість)
Пожежа (пол. Pożoga) — автобіографічна повість, польської письменниці, учасниці руху Опору організації «Жеґота» Зофії Коссак-Щуцької.

## Написання
Повість була написана у 1922 році. Письменниця описує події на Волині 1917—1919 років: в дні Лютневої революції та Жовтневого перевороту 1917 року, під час німецької окупації України, а також польсько-українського збройного конфлікту 1918—1919 років. Авторка в ці часи проживала на Волині, у селі Новоселиця (нині Старокостянтинівський район Хмельницької області).

## Події
Авторка у книзі, на додаток до опису знищення її сімейної садиби, також згадує про долю інших садиб місцевої шляхти, в основному зі східної частини Волині. Описані події відбуваються у населених пунктах: Лашки, Семеринки, Деркачі, Берегелі, Ілляшівка, Самчинці, Підгірне, Жеребки, Сковородки, Верхняки, Вербородинці, Ладиги, Бейзими, Немирів, Гриців, Плужне, Славута, Теофіполь, Полонне, Меджибіж, Коритна та багато інших.
В основу назви та сюжету покладено свавілля які чинилися в ті часи, зокрема розграбування та спалення садиб місцевої, в основному польської шляхти, зокрема палаців князів Санґушків у містечку Славуті та Тишкевичів (Яблоновських) у Плужному та багатьох інших палаців і садиб, таким чином були розграбовані, знищені, втрачені назавжди нумізматичні колекції, особливо цінні архіви і бібліотеки, зокрема шляхтичів Яблоновських з рідкісними стародруками:

«Мимовільно ллються сльози жалю, застилаючи зір. На просторах зелених лук спинаються білі смуги, а через усе прядиво весело тріпоче річка. За луками велична пуща, незміряна, несходжена. За пущею узгір'я і лани. Ген, далеко, в серці пущі, славутське попелище; праворуч гордовите Плужне Тишкевичів підносить до неба обпалені стіни ніби рамена скривдженої людини. Це все — є наш край, який треба залишити… Відійдемо з тієї сторони, але на прощання — на високій горі, в тиші сердець, які б'ються — поберемо вічну віру і любов тієї землі. Поберемо її повернути, як тільки з'явиться така можливість, поберемо з нею залишитися тоді аж до кінця…»

 — Зофія Коссак-Щуцька, «Пожежа»

На жаль авторка односторонньо описує ті події, звинувачуючи у всіх бідах тільки українців, надаючи їм непривабливий образ, усю провину покладаючи тільки на одну зі сторін конфлікту, не розкриваючи причини існування багатовікового конфлікту між поляками (мазурами) та українцями (русинами). Причину цього конфлікту влучно характеризує польський історик Анджей-Сулима Камінський у своїй статті «У колі моральної та політичної сліпоти: Україна й українці в очах поляків»:

«Державу, звичайно, можна будувати на плечах поневолених народів. Нам, полякам, це добре відомо… Завоювання можна виправдати історичною місією, … захистом цивілізації чи також комуністичним інтернаціоналізмом. Та не можна сподіватися, що жертва назве період неволі в своїй історії інакше, як неволею чи окупацією. В очах українців ми — загарбники та окупанти».

 — А. Сулима-Камінський, «У колі моральної та політичної сліпоти: ...»

## Подібні твори
Події, описані в повісті, стали також темою для творів інших польських авторів:
- Ельжбета Залеська Дорожинська, «На останньому закладі»: щоденник з життя села на Поділлі в 1917-1921 роках (пол. Na ostatniej placówce: dziennik z życia wsi podolskiej w latach 1917-1921)[3];
- Марія Дунін-Козіцька, «Буря зі сходу» (пол. Burza od Wschodu): спогади з Київщини, 1918-1920[4];
- Ізабела Лютославська, «Більшовики у польському дворі» (пол. Bolszewicy w polskim dworze), 1921[5];
- Ядвіга Янушкевичова, «У потопі крові та сліз: спогади про заручників» (пол. W potopie krwi i łez: Wspomnienia zakładniczki), 1921[6];
- Генрік Гласс, «По сліду худого вовка» (пол. Na szlaku Chudego Wilka);
- Євген Малачевський, «Кінь на пагорбі» (пол. Koń na wzgórzu).